# 비젠국

비젠 국

비젠국(일본어: 備前国 비젠노쿠니[*])은 일본 산요도에 있던 옛 구니이다. 현재의 오카야마현 동남부에 가가와현 소즈 군과 나오시마 제도, 효고현 아코시의 일부를 더한 지역에 해당한다.

## 군
- 오쿠군(일본어판)(邑久郡)
- 아카사카군(일본어판)(赤坂郡)
- 조토군(일본어판)(上道郡, 가미쓰미치군이라고도 읽음)
- 미노군 (오카야마현)(일본어판)(御野郡)
- 쓰다카군(일본어판)(津高郡, 쓰타카군이라고도 읽음)
- 고지마군(일본어판)(児島郡)
- 마시마군(일본어판)(真島郡)
- 오바군(일본어판)(大庭郡, 오니와군이라고도 읽음)
- 도마타군(苫田郡)
- 가쓰타군(勝田郡)
- 오이다군(英田郡)
- 구메군(久米郡)
- (와케군) (和気郡)
- (이와나시군(일본어판)) (磐梨郡)